# Cycas swamyi
Cycas swamyi là một loài thực vật hạt trần trong họ Cycadaceae. Loài này được Rita Singh & P.Radha mô tả khoa học đầu tiên năm 2008.